# Motel (film)
Motel (The Bag Man) è un film del 2014 diretto da David Grovic, con protagonisti John Cusack, Rebecca Da Costa e Robert De Niro.

## Trama
Per Dragna, il capo assoluto, è venuto il momento di testare la lealtà di Jack. Il sicario viene ingaggiato dal boss del crimine per un lavoro semplice, almeno da spiegare: Jack dovrà prendere una borsa, recarsi in un decrepito motel isolato dal mondo, affittare la stanza 13, attendere l'arrivo di Dragna, consegnargli la borsa. Non dovrà per nessun motivo guardare nella borsa né lasciare il dato motel prima del suo avvento. Per portare a termine il lavoro assegnato, il killer dovrà evitare l'intervento di una serie di loschi personaggi chiamati a raccolta dal mafioso. Quando il cammino dell'uomo incrocia quello di una donna misteriosa, i due si uniscono per sfuggire al boss e sopravvivere alla pericolosa avventura in cui sono stati catapultati.

## Distribuzione
La pellicola è stata distribuita nelle sale cinematografiche statunitensi il 28 febbraio 2014, mentre in quelle italiane dal 26 febbraio 2015.